# Asdrúbal, o Beotarca
Asdrúbal, o Beotarca, foi o principal general cartaginês da Terceira Guerra Púnica. "Beotarca" era um cargo importante no estado cartaginês cuja função exata é incerta e que não deve ser confundido com o cargo de beotarca da Grécia Antiga. Além de seus feitos militares, pouco se sabe sobre ele.

## Vida
Asdrúbal provavelmente era o mesmo general que foi derrotado perto da cidade de Tunes pelo rei númida Massinissa logo no início da guerra (149 a.C.). Depois disto, liderou as forças cartaginesas durante o Cerco de Cartago até a queda da cidade em 146 a.C. e resistiu por bastante tempo aos ataques do jovem general romano Cipião Emiliano. Sua habilidade militar foi notada pelos autores antigos e seu exército era considerado bem treinado e bem equipado. Porém, não era páreo para as táticas dos grandes generais de sua época, como o próprio Cipião e o rei númida Massinissa.
A esposa e os dois filhos de Asdrúbal, segundo Políbio, se atiraram num templo em chamas ao testemunharem a derrota de seu pai, que havia se rendido aos romanos, o que foi considerado uma grande covardia. Em desgraça, Asdrúbal foi levado a Roma e exibido durante o triunfo de Cipião. Depois disto, recebeu permissão para viver em paz na Itália, onde terminou seus dias.